# برج باودر (ريغا)
برج باودر (أو برج البارود)((باللاتفية: Pulvertornis)‏) برج يقع في ريغا عاصكة لاتفيا، وهي في الأصل جزء من النظام الدفاعي للمدينة. تم بناء برج باودر الحالي في عام 1650 وتم تجديده في الأعوام من 1937 إلى 1940 عندما أُضيف إلى هيكل متحف لاتفيا الحربي.

## تاريخه
تم ذكر البرج لأول مرة في عام 1330 باسم برج الرمال (يبدو أن الاسم مشتق من التلال الرملية المقابلة للبرج).  كان ارتفاع مدخل البرج 5 متر (16 قدم) فوق سطح الأرض ولا يمكن دخول المبنى إلا من خلال درج ضيق. أثناء. الهجوم السويدي على بولندا عام 1621، تم تدمير البرج بأكمله، باستثناء الطابق السفلي، حيث تم بناء برج باودر المرئي الآن في عام 1650.
في المقطع العرضي الأفقي، كان البرج على شكل حدوة حصان: في بعض الأماكن، يبلغ طول البرج 3 متر (9.8 قدم) الجدار السميك للبرج يواجه الضواحي، بينما كان الجدار على جانب المدينة مصنوعًا من الخشب (كان الطوب في ذلك الوقت مادة بناء باهظة التكاليف). يعود اسم برج البارود إلى القرن السابع عشر عندما كان يُخزن فيه البارود على ما يبدو. كان هناك 11 مدفعًا في البرج، وتم تركيب «ماسك قنابل»: بين الطابقين الخامس والسادس، تم وضع سقف بسمك متر من ثلاث طبقات من خشب البلوط والصنوبر. في وقت لاحق في البرج كان هناك سجن، وغرف التعذيب، تم تخزين الأسلحة حتى عام 1883. في جدران البرج يمكن رؤية قذائف المدفع التي تم وضعها في ذكرى الحرب الشمالية الثانية.

## معرض الصور

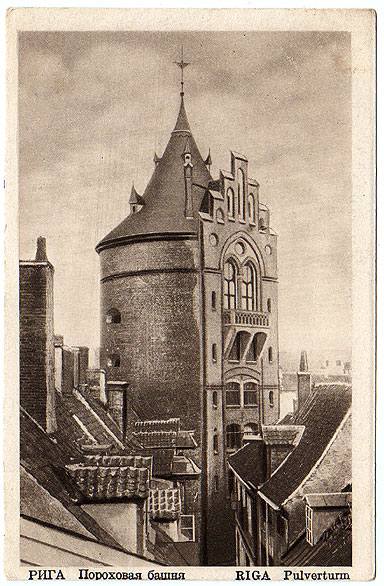
أوائل القرن العشرين ، بطاقة بريدية
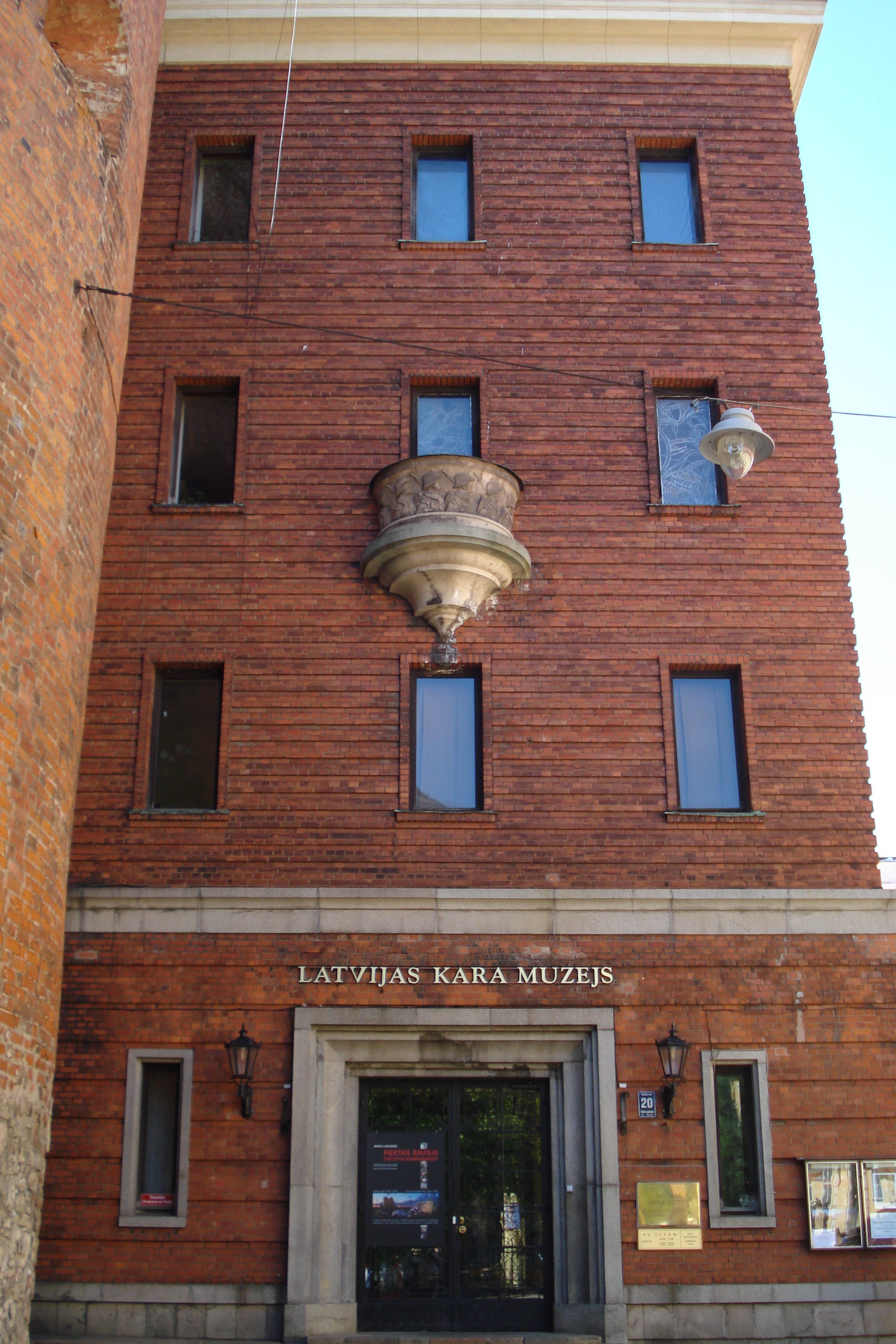
مدخل المتحف
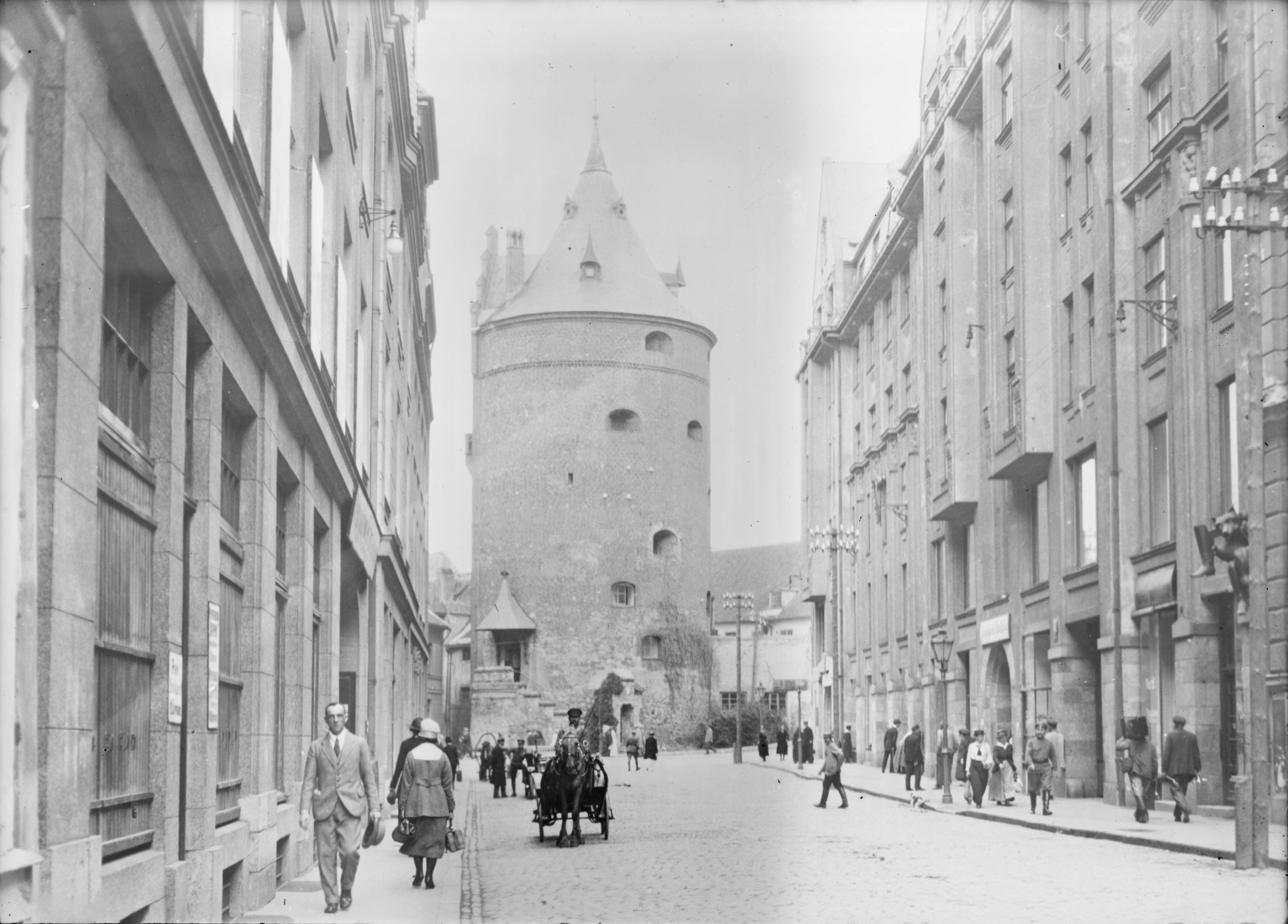
برج البودرة في عشرينيات القرن الماضي.